# 拉奧奇拉島
拉奧奇拉島（西班牙語：La Orchila），亦称奥尔奇拉岛（西班牙語：Orchilla），是委內瑞拉的島嶼及军事基地，位於首都卡拉卡斯以北180公里的加勒比海，由聯邦屬地負責管轄，屬於背風安的列斯群島一部分，長11公里、寬5公里，面積40平方公里，最高點海拔高度139米，人口約100。该岛有许多海滩，其中有一处沙滩颜色为醒目的粉色（Arena Rosada）。
该岛有一处总统休假地。

## 历史
荷兰人曾认为该岛属于荷属库拉索领地。在1836年的《荷属西印度群岛》（The Dutch West Indies）中曾说：
库拉索政府亦管辖小库拉索、阿韋斯、羅克斯及奥尔奇拉等无人小岛或岩礁。
他接着说：
虽然我们认为奥尔奇拉属于库拉索，但它亦与西班牙有桩微不足道的争议，西班牙人宣称该岛属于他们。委内瑞拉共和国亦认为该岛属于他们，他们的海岸警卫队常常驱赶到此地采集贝类、柴火、干草、乌龟、鸟蛋、烧石灰的库拉索渔民。
委内瑞拉总统烏戈·查維茲在2002年4月委内瑞拉政变曾被监禁于此。
2009年3月14日，俄罗斯空军战略航空兵司令阿纳托利·日哈列夫（Anatoly Zhikharev）少将表示，委内瑞拉已向俄罗斯提供岛上的安东尼奥·迪亚斯海军航空基地（Antonio Diaz Naval Air Station）部署其战略导弹的使用权。但查韦斯否认了该说法。 